# Vanellus albiceps
La pavoncella corona bianca (Vanellus albiceps, Gould 1834), è un uccello della famiglia dei Charadriidae.

## Sistematica
Vanellus albiceps non ha sottospecie, è monotipico.

## Distribuzione e habitat
Questo uccello vive in Africa, dalla Mauritania al Sudan e a sud fino al Sudafrica, con l'esclusione di Eritrea, Etiopia, Somalia, Gibuti, Kenya, Burundi e Uganda.